# 小倉久寬
小倉久寬（日语：小倉 久寛，1954年10月26日—），日本男演員、配音員、旁白。出身於三重縣度會郡紀勢町（今已併入大紀町）。身高160cm。A型血。

## 簡介
所屬的經紀公司是株式會社AMUSE、劇團Super Eccentric Theater（簡稱劇團SET）現役團員。三重縣立伊勢高等學校、學習院大學法學院畢業。

## 來歷
小倉自從小時候對力道山的憧憬之下，決定要成為職業摔角選手，從此每天兩腳穿著下馱私底下做仰臥起坐鍛鍊腹肌。然而有一次卻因為鍛鍊過度，造成腹部肌肉破裂而影響他的身高發育。才轉向說喜歡的職業摔角選手是安東尼奧·豬木。
1964年，小倉在收看東京奧運的電視轉播時，對體操選手遠藤幸雄產生憧憬，因此國中時期開始加入競技體操社。但1年後廢社，於是他轉往加入排球社。
高中3年級，小倉在大學入學考試的360位應屆生之中，排名第320名，於是導師一直勸他不要考大學。之後小倉歷經落榜多次依然沒有放棄，直到有一次參加英語考試的時候，因為該科的考題與參考書的內容偶然一致，最後如他所願終於成功考上了學習院大學。
進入大學之後，因為受到漫畫《極真派空手道》的影響，而加入空手道社（後來取得3段的段位）。當時，空手道社人數總共有50人，男生的人數包括小倉在內的話只有7人，然而小倉他說希望得到女生的注目和鼓勵支持，還有加入陶藝社。
大學就讀一段時間之後，被中村雅俊主演電視劇《前程錦繡》的其演技表現所吸引，而轉移以演員為目標。立即報名參加雜誌出版社「PIA」舉辦劇團「大江戶新喜劇」的團員徵選，而獲得入選成為該劇團的團員。1979年，小倉在與同行三宅裕司的認識之下，2人一起另外成立現在所屬的劇團『Super Eccentric Theater』（簡稱劇團SET）。另外在劇團SET成立之後，與三宅、小倉加入劇團SET的成員有齋藤洋介等人。
大學畢業之後，小倉先不告訴父母自己將來要當演員的事情，一面在一般公司上班，一面找演員的工作。2個月後，他找到了演員的工作，並向公司遞辭呈，從此他全面專注當演員。劇團SET草創時期，小倉說他在這段期間過著「住在一間只有3張榻榻米大，每月租金9千元（日圓）的公寓」的貧困生活。可是到了1980年代中盤，小倉在電視綜藝節目出演的機會逐漸增加，翌年1986年第一次在NHK播出的音樂節目《Young Studio 101》擔任節目主持人獲得拔擢。之後更在1989年上映電影第一次得到主演的機會。
1994年，小倉和小他12歳的寶塚歌劇團畢業生·速水溪結婚。

## 人物
小倉的老家來自紀勢町內許多姓小倉的村落，此地由於被外界認定是一名住在滋賀縣鈴鹿山脈小椋谷的木地師（木工）為了尋木材，決定移住至位於隔壁的三重縣紀勢町而有名。而小倉他的老家是一戶從江戶時代開始，祖先因放棄做木地師而改行從事林業經營的店鋪，直到爺爺這一代因為利用當地鐵路紀勢本線搭乘前往礦區開採石灰促使家業發大財才轉行。然後到了小倉的父親這一代，伯父（在小倉的父親就讀初中時期）於礦區的落石意外中喪生，因為父親是家中的次男，於是在完成大學學業後，由父親繼承了家族的事業。另外，小倉的父親在同志社大學主修英語課程期間，一面選修哲學學系，一面幫忙家裡的事業。此時小倉的父親對學習的熱情並沒有下降，卻以「我要挑戰日本難度最高的測驗以鍛鍊我自己」為由，獨自前往東京取得律師資格考試的資格。到了東京之後，小倉的父親立即報名參加中央大學專為參加律師考試的應試者而舉辦的「真法會」讀書會。但是2年之後沒有被選上，結果只能打包行李返鄉。可是父親仍然不放棄當律師，過了10年之後，於兒子（小倉久寬）就讀初中時才選擇放棄。不過卻也成為附近鄰居耳熟聞詳的一位熟悉法律的人，只要有鄰居面對法律上的困難時會前來委託。
小倉自寵物主題綜藝節目《寵物當家》開播以來，除了一直擔任旁白之外，還負責節目中單元登場的旅犬雅夫（拉布拉多犬種，包含雅夫的兒子大介）的配音，因此也是他為人熟悉擔任旁白配音的節目。
興趣：吉他（擅長的種類有烏克麗麗、電吉他）、衝浪、薩克斯風吹奏、開遊艇（有小型船舶一級執照資格）、器械體操、空手道（3段）、陶藝、觀賞職業摔角與職棒賽事。

## 逸事
自稱從小自己一臉就是大叔的長相，高中時期因此得到「大叔」這個暱稱。然後在20多歲青壯年時期，多次被其他人誤認為是40歲中年人。
1994年，與寶塚歌劇團的學生速水溪結婚之前，雙方進行第一次約會的時候，速水搶先向小倉說「請和我結婚吧」，然而小倉的答覆是「這句話說了100遍以上」。最後2人宣布正式結婚時，被外界媒體稱作“美女與野獸”。
拍時代劇的時候，由於自己的頭骨天生就很大，因此請工作人員幫他戴上假髮髻經常得要花上10到15分鐘。

## 演出

### 電視劇

#### NHK
- 大河劇
  - 宛如飛翔（1990年）—伊藤博文
  - 元祿繚亂（1999年）—前原宗房（日语：前原宗房）
  - 功名十字路（2006年）—五藤吉藏（日语：五藤為重）
- 連續電視小說
  - 美食人生（日语：ほんまもん）（2001年）—青田醫師
  - 若葉（日语：わかば (テレビドラマ)）（2005年）—矢島義夫
  - 天花（日语：天花 (テレビドラマ)）（2004年）—齊藤登一
  - 瞳（日语：瞳 (2008年のテレビドラマ)）（2008年）—中根誠
  - 小梅醫生（2012年）島津邦夫
- 死者寄來的信（日语：死者からの手紙）（2001年）—田中修一
- 風子的拉麵（日语：風子のラーメン）（2003年）—朝日奈課長
- Don't Mind！（日语：どんまい!）（2005年）
- 週六時代劇（日语：土曜時代劇 (NHK)）
  - （2009年）—金太郎
  - 戀愛的三陸 去搭聯誼列車吧！（日语：恋の三陸 列車コンで行こう!）（2016年）
- 電視劇10 白色沙灘旁的鶴龜助產院（2012年）—澤本夕也
- 戀愛的三陸 去搭聯誼列車吧！（日语：恋の三陸 列車コンで行こう!）（2016年）
- 盤上的向日葵（日语：盤上の向日葵）（2019年）—江波和平

#### 日本電視台
- （1986年）
- 貓眼三姐妹（1988年）—神谷真人
- （1989年）
- 西遊記（1994年）—豬八戒
- 金田一少年之事件簿（1995年）—仙田猿彥
- 龍馬笑傳！（日语：竜馬におまかせ!）（1996年）—西鄉隆盛
- 我的魔法師（2003年）—大村拓也
- 地獄少女（2006年）—輪入道
- 愛的流刑地（日语：愛の流刑地）（2007年）—井澤春男
- 破浪餐廳（日语：the波乗りレストラン）（2008年）—西野社長
- 週二懸疑劇場
  - 「小京都推理（日语：小京都ミステリー）18」（1996年）—加藤警部補
  - 「追蹤（日语：追跡 (火曜サスペンス劇場)）5」（1999年）—岡本良夫
  - 「輕井澤推理（日语：軽井沢ミステリー）2」（2002年）—相馬健二

#### TBS
- （1985年）
- 週三電視劇（日语：水曜ドラマ (TBS)） （1987年）—小倉久寬（客串）
- （1992年）
- 社長若大將（日语：社長になった若大将）（1992年）—熊田真佐加
- 週五電視劇（日语：金曜ドラマ (TBS)） 一直喜歡你（日语：ずっとあなたが好きだった）（1992年）—不動產業主
- 完全新婚手冊（日语：新婚なり!）（1995年）—大和勝利
- 週一電視劇特輯（日语：月曜ドラマスペシャル）
  - 「十津川警部系列（日语：十津川警部シリーズ (渡瀬恒彦)）16」（1999年）—若林刑警
- 花丸市場殺人事件（日语：はなまるマーケット殺人事件）（2000年）
- 週一推理劇場（日语：月曜ミステリー劇場）
  - 「CARD G-MEN 小早川茜（日语：カードGメン・小早川茜）」（2000年－2005年）—小早川義伸
  - 「稅務調查官窗際太郎事件簿（日语：税務調査官・窓際太郎の事件簿）10」（2003年）—佐藤達夫
  - 「警視廳三係 吉敷竹史系列（日语：警視庁三係・吉敷竹史シリーズ）」（2004年—2006年）—船田誠
- 戀愛星期天（日语：恋する日曜日）（2003年）
- 去溫泉吧（日语：温泉へ行こう）（2004年）—橫井一夫
- 戀歌電視劇SP（日语：恋うたドラマSP）（2008年）—山本健一
- 天生妙手（2009年）—矢口稔
- 神南署安積班（日语：ハンチョウ〜神南署安積班〜）（2009年）—望月清作
- 水戶黃門 第43部（2011年）—高山權之丞
- 週一GOLDEN（日语：月曜ゴールデン）
  - 「守護神保鑣 進藤輝（日语：守護神・ボディーガード 進藤輝）」（2012年—）—和田漠
- 佛物專寺（2013年）—老師
- 最佳母女（日语：最強のオヤコ）（2016年）—金子弘

#### 富士電視台
- 世界奇妙物語
  - 「爸爸是犯罪者」（1991年）—中田賢次
- （1984年）—安田助理
- 天生一對有閒來坐！（日语：おヒマなら来てよネ!）（1987年）—八木製作人
- 鬼平犯科帳 (中村吉右衛門)（日语：鬼平犯科帳 (中村吉右衛門)） 第7期（1996年）—龜吉
- 週三劇場（日语：水曜劇場 (フジテレビ)） 不能愛得太急（日语：恋はあせらず (テレビドラマ)）（1998年）—福島正史
- V之嵐（日语：Vの嵐）（1999年）—旁白
- 浪漫巴士站（日语：バスストップ (テレビドラマ)）（2000年）—平岡由起夫
- 整形美人。（日语：整形美人。）（2002年）—早乙女純一
- 離婚女律師（日语：離婚弁護士）（2004年）—照相館主人
- 青春★ENERGY（日语：青春★ENERGY） 御台場灣岸電視（日语：お台場湾岸テレビ (テレビドラマ)）（2006年）—小倉社長
- 求婚大作戰（2007年）—安田係長
- 平霸雙妹嘜（2007年）—富永茂雄
- 怪獸家長（2008年，關西電視台製作）—植松省吾
- 週五娛樂（日语：金曜エンタテイメント）
  - 「和服設計師 黛涼子的推理紀行（日语：着物デザイナー 黛涼子の推理紀行）3」（2002年）—勅使河原正臣
  - 「淺見光彥系列（日语：浅見光彦シリーズ (フジテレビのテレビドラマ)）」（2003年—）—藤田克夫編輯長
  - 「母親系列（日语：おふくろシリーズ）18」（2003年）—松岡武彥
- 週五PRESTIGE（日语：金曜プレステージ）
  - 「父親最長的一天（日语：親父の一番長い日#2009年版）」（2009年）—車田辰治
- 週五PREMIUM（日语：金曜プレミアム） 內衣（2015年11月13日—12月4日，全4話）

#### 朝日電視台
- （1987年）—咖啡吧「Hustler」店主
- 漂泊刑事旅情篇（日语：さすらい刑事旅情編）（1988年）—原京平巡査
- 金魚的糞（日语：金魚のフン）（1996年）—金魚屋
- 心魔大審判（日语：スカイハイ (漫画)#テレビドラマ）（2003年）—四方山大吉
- 刑事部屋 ～六本木奇怪搜查班～（日语：刑事部屋〜六本木おかしな捜査班〜）（2005年）—工藤初男
- 女刑事水紀 ～京都洛西署物語～（日语：女刑事みずき〜京都洛西署物語〜）（2005年—）—山根均
- 相棒 Season4（2006年）—轟木一郎太
- 抹布女孩（2007年）—平松琢巳
- 客服中心戀人（日语：コールセンターの恋人）（2009年）—柳幸一
- （2011年，BS朝日）—村越
- 假面騎士Wizard（2012年）—輪島繁
- 週六WIDE劇場（日语：土曜ワイド劇場）
  - 「赤與青的殺意」（1993年）—江木
  - 「森村誠一的終點站系列（日语：終着駅シリーズ）」（1994年）—遠山刑事
  - 「奇怪的刑事（日语：おかしな刑事）」（2003年—2018年）—坂下純次
  - 「家裁調査官 山之坊晃 ～完美解決紛爭的男人！（日语：家裁調査官・山ノ坊晃）」（2016年—2017年）—蘆田誠
- 京都南署鑑識檔案（日语：京都南署鑑識ファイル）12（2018年）—飛松一郎
- Runway 24（2019年）—淀川

#### 東京電視台
- 高校大脫逃（日语：ハイスクール大脱走）（1991年）—田島毅
- 孤獨的美食家 Season3（2013年）—大熊秀行
- 釣魚迷日記 ～新入員工 濱崎傳助～ 伊勢志摩的大漁！第一次出差篇（2017年）—岩田源造
- 三個歐吉桑3 ～三次見正義使者!!～（2017年）—栗田貴一
- 沒有輸給美國的男人 ～混蛋首相吉田茂～（日语：アメリカに負けなかった男〜バカヤロー総理 吉田茂〜）（2020年）—土井登
- 超人力霸王Z（2020年）—栗山長官[12]

### 電影
- 紳士同盟（日语：紳士同盟 (1986年の映画)）（1986年）—色川幸次郎
- （1987年）—卑屈的床屋業主
- BU·SU（日语：BU・SU）（1987年）
- （1989年）—里見春太[注 1]
- （1989年）—新田滿年
- 學校（日语：学校 (映画)）（1993年）—汽車解體工廠社長
- 職業高爾夫選手織部金次郎2（日语：プロゴルファー織部金次郎）（1994年）織部銀三郎
- 明天（日语：あした (映画)）（1995年）—山形健
- 大夜逃 ～夜逃屋本舖3～（日语：夜逃げ屋本舗）
- ekiden 車站傳（日语：ekiden 駅伝）（2000年）
- Dodge GO！GO！（日语：ドッジGO!GO!）（2002年）—芋森隆夫
- 戀愛白書（2004年）
- （2004年）—佐藤勇太
- 蟬時雨（日语：蝉しぐれ）（2005年）—小柳甚兵衛
- 功夫棒球（2005年）
- 大奧（2006年）—官員
- Genius Party（日语：ジーニアス・パーティ#ジーニアス・パーティ）（2007年）
- 殺手，婚禮之路（日语：キラー・ヴァージンロード）（2009年）—小倉先生
- 當按下開關時（日语：スイッチを押すとき）（2011年9月）—便利超商店長
- LOVE 雅夫Go！（2012年）—旁白
- 「我」的人生  生命的探戈（日语：「わたし」の人生 我が命のタンゴ）（2012年）—市村俊明
- 假面騎士系列
  - 假面騎士×假面騎士 Wizard & Fourze MOVIE大戰Ultimatum（2012年）—輪島繁
  - 劇場版 假面騎士Wizard in Magic Land（2013年）—輪島繁／假面騎士Mage〈配音〉
  - 假面騎士×假面騎士 鎧武 & Wizard 天下決勝之戰國MOVIE大合戰（2013年）—輪島繁
- 偵探御手洗事件簿 星籠之海（2016年）
- （2019年）—校長
- 空母伊吹（2019年公開）—田中俊一[13]

### 舞台
- （1997年，PARCO劇場（日语：PARCO劇場））
- 音樂朗讀劇「度過艱苦的奇蹟 ～第十年的願望～」（2013年4月10日—13日，東京Globe座（日语：東京グローブ座））
- 戀愛與音楽 FINAL ～時間劇場的奇蹟～（2016年2月，Parco劇場）—30年後的修司[14]
- 音樂劇『狸御殿』（2016年）—餅月滿太夫[15]

### 電視動畫
1999年
- 丸少爺（木下）
- ReReRe天才傻鵬（日语：レレレの天才バカボン）（傻鵬的爸爸[16]）

1999年
- 十兵衛 -心形眼罩的秘密-（初代柳生十兵衛）

2006年
- 地獄少女 二籠（旁白）

2018年
- 深夜！天才傻鵬（日语：深夜!天才バカボン）（小倉爸爸（日语：バカボンのパパ））

### 外語配音

#### 電影
- 我很乖因為我要出國（旁白）

#### 電視影集
- 魔法少女薩琳娜（英语：Sabrina the Teenage Witch (TV series)）（薩拉姆·薩伯爾哈根〈尼克·貝凱（英语：Nick Bakay）〉）

#### 動畫
- 美女與野獸（葛士華〈伊恩·麥凱倫〉[17]）
- 落跑雞（弗勒〈班傑明·維特索（英语：Benjamin Whitrow）〉）
- 小麵包機歷險記（英语：The Brave Little Toaster）（真空掃除機卡比〈瑟爾·萊文斯克洛福特（英语：Thurl Ravenscroft）〉）
- 小麵包機上火星（英语：The Brave Little Toaster Goes to Mars）（真空掃除機卡比〈瑟爾·萊文斯克洛福特〉）
- 蝙蝠俠新冒險 (1987年版)（迪克·格雷森／羅賓）※東京電視台版。

### 旁白
- （NHK教育）
- 迷人的環遊世界鐵路之旅（日语：世界一周 魅惑の鉄道紀行）（2016年4月18日—，BS-TBS）—禮賓部（不定期）
- BS富士週日特集「當地線路的季節性冬季旅行 越後心動鐵道」（2022年2月13日，BS富士）[18]

### 廣播節目
- （1986年—1988年，日本放送）
- （1990年，日本放送）
- 三宅裕司的週日衝擊綜藝（日语：三宅裕司のサンデーヒットパラダイス）（2011年7月31日、11月6日，日本放送）—於三宅裕司進行手術和休養期間代班。
- 迎向明日的傳言板（日语：明日への伝言板）（2009年10月—2010年3月、2010年10月—2011年3月，KBC電台、RKB電台、CROSS FM（日语：CROSS FM））

### 綜藝節目
日本電視台
- （1985年—1986年）
- （1991年10月—1992年3月）
- 途中下車之旅（日语：ぶらり途中下車の旅）

TBS電視網
- TBS
  - 罵人禁止七賢者的戰略（日语：バリキン7 賢者の戦略）
  - （2010年10月—2011年3月）—旁白

- BS-TBS
- 今昔！古早東京地圖巡禮（2013年2月17日）—旁白
- 今昔！古早東京地圖巡禮（第2彈，2013年12月22日）—旁白
- 環繞世界一周 魅惑的鐵道紀行（2016年4月18日）—禮賓部接待（不定期）

朝日電視台
- 現在！米飯（日语：いまどき!ごはん）（2004年—2007年）—旁白
- 超級奶爸奮鬥記（日语：痛快!ビッグダディ）（2006年—2013年）—旁白

東京電視台
- 美麗的巨人們（日语：美の巨人たち）
- 寵物當家（2000年—2010年）—旁白
  - 寵物當家之旅（2010年4月—，與BS JAPAN聯合播出）—旁白
- 週日大綜藝（日语：日曜ビッグバラエティ）（2010年）—旁白
- 週六特別綜藝（日语：土曜スペシャル (テレビ東京)） 東MAX的環繞山麓1周之旅（2018年12月1日）

NHK系列
- NHK
  - 漫步在世界街道（日语：世界ふれあい街歩き）—旁白

- NHK綜合
  - Young Studio 101（日语：ヤングスタジオ101）—主持人
  - 日本紀行（日语：にっぽん紀行）（2009年9月）—案內人、旁白

- NHK教育
  - 趣味悠悠（日语：趣味悠々）「與石川鷹彥（日语：石川鷹彦）的再一次開始吧！民謠吉他再入門」（2009年4月—）

- NHK BS Premium
  - （2013年4月26日—）

其它電視台
- 森田一義時間 笑一笑又何妨！（1987年10月—1989年3月，富士電視台）—週四常駐來賓
- （2002年7月—2005年3月，Kids Station）—飾

### 電台廣告
- 日清食品
- 東芝『原來如此東芝』

### 連載
- （於讀賣新聞三重縣版〔伊賀版之外〕2014年4月起刊載）

## CD
- 三宅祐司企劃製作
- 小市民·小市民2·AWAN AWAN!! 於嘉門達夫（日语：嘉門タツオ）的該歌曲中客串
- 負責歌曲開頭的對白

## 腳註

## 外部連結
- 小倉久寬｜株式會社AMUSE （页面存档备份，存于） （日語）
- （日語）—小倉久寬的官方個人部落格。
- 小倉久寬｜劇團SET（Super Eccentric Theater） （页面存档备份，存于） （日語）
- .   [2017-12-03]. （原始内容存档于2008-07-08）. （日語）
- 株式會社AMUSE的Facebook專頁 （日語）
- 小倉久寬 （页面存档备份，存于） （日語）—日本電影數據庫
- 小倉久寬 （页面存档备份，存于） （日語）—allcinema（日语：allcinema）
- 小倉久寬 （页面存档备份，存于） （日語）—KINENOTE（日语：キネマ旬報映画データベース）
- Hisahiro Ogura在互联网电影资料库（IMDb）上的資料（英文）
- 小倉久寬 （页面存档备份，存于） （日語）—NHK人物録（日语：NHKアーカイブスポータル）